# Lac de Villefort
Der Lac de Villefort ist ein Stausee des Flusses Altier in der französischen Region Languedoc-Roussillon. Er ist in den Cevennen ca. 40 km östlich von Mende gelegen. Das Dorf Villefort liegt direkt südlich des Sees.
Der See dient vor allem der Stromerzeugung. Ferner ist er heute ein beliebtes Erholungsgebiet.

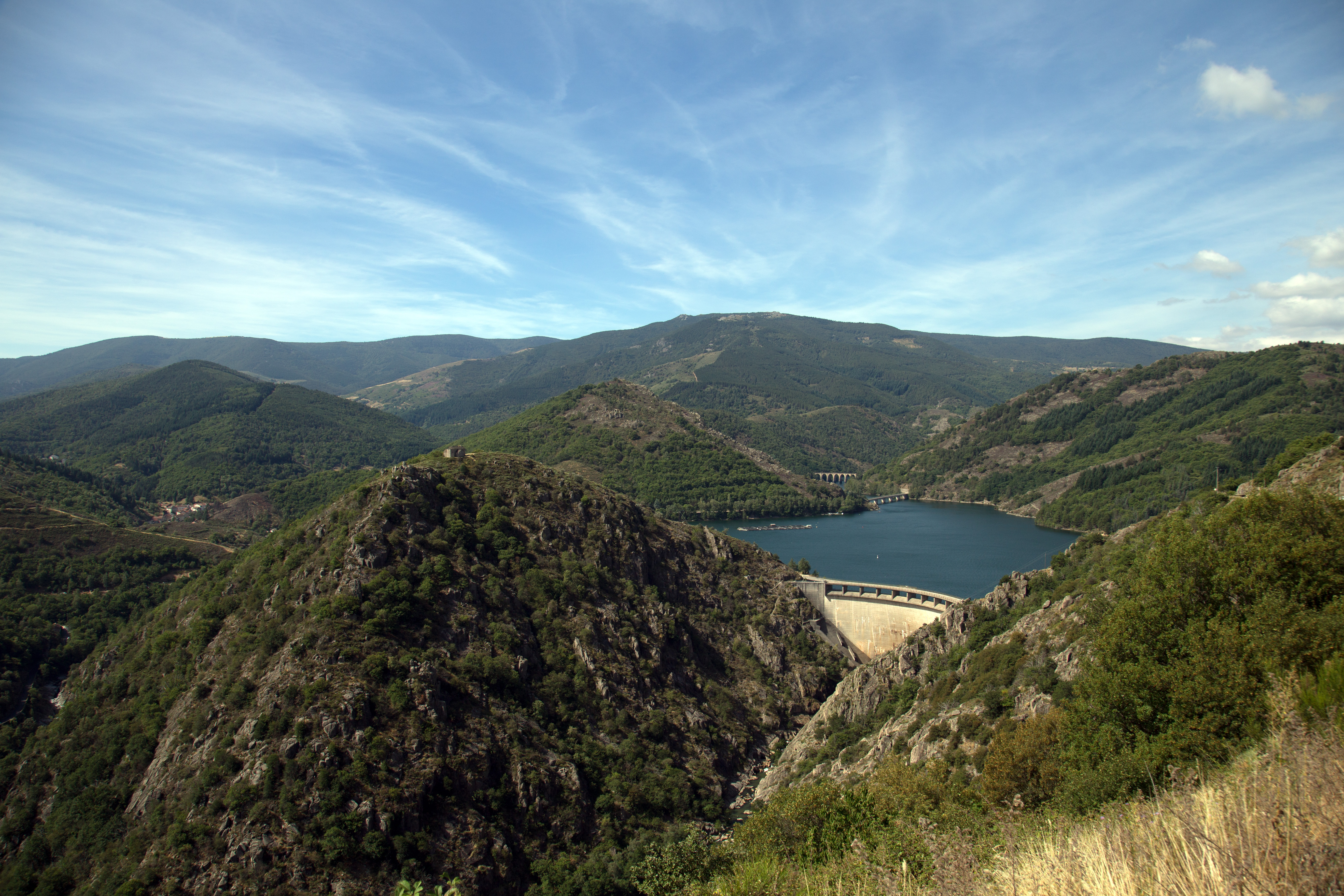
Lac de Villefort

Die Cevennenbahn überquert den See.